# La Spezia
La Spezia (antigament: l'Espècia; en lígur: A Spèza) és un municipi italià, situat a la regió de la Ligúria i a la província de La Spezia. L'any 2006 tenia 94.192 habitants.

## Fills il·lustres
- Giovanni Pagella (1872-1944) compositor musical.